# Vanwall
Vanwall foi uma equipe de Fórmula 1 fundada na década de 50 por Tony Vandervell. O time alcançou o campeonato de construtores de 1958, mas abandonou as competições ao final da temporada, só regressando à categoria no ano seguinte.

## História
A Vanwall fez sua estreia na F-1 em 1954, com Peter Collins ao volante do Special, primeiro carro da equipe, que não pontuou nos GPs de Inglaterra e Itália (Collins não disputou o GP da Espanha)
Nas duas temporadas seguintes, novamente fica sem marcar pontos, tendo nove pilotos guiando carros do time - um deles foi Colin Chapman, que se notabilizou por trabalhar na Lotus como projetista e chefe de equipe, faria sua única participação como piloto no GP da França, onde não conseguiu largar devido a um acidente. 
Os primeiros pontos da Vanwall vieram em 1957, com a vitória de Stirling Moss no GP da Holanda - ele foi o vice-campeão da temporada, com 25 pontos. Tony Brooks e Stuart Lewis-Evans, os outros dois representantes do time, ficaram em 5º e 12º lugares.
1958 foi um ano histórico para a equipe, que tornava-se a primeira campeã do Mundial de Construtores, com 48 pontos. A nota triste foi no Grande Prêmio do Marrocos, com a morte de Stuart Lewis-Evans; seu VW 59 bateu no muro e o motor explodiu, causando graves queimaduras no piloto, que veio a falecer pouco depois.
Abalado, Vandervell  decidiu retirar a equipe da F-1 ao final da temporada, voltando no ano seguinte para o GP da Inglaterra, com Brooks. Encerrou suas atividades em 1960.

## Vitórias por piloto
Moss: 6
Tony Brooks: 4